# Mis 84 m²
Mis 84 m² (en hangul, 84제곱미터; romanización revisada, 84jegobmiteo; literalmente, «84 metros cuadrados») es una película surcoreana de suspenso escrita y dirigida por Kim Tae-joon, y protagonizada por Kang Ha-neul, Yeom Hye-ran y Seo Hyun-woo. Se estrenará en el servicio de contenidos audiovisuales Netflix el 18 de julio de 2025.

## Sinopsis
No Woo-seong es un oficinista normal de unos 30 años. Ha conseguido su sueño desde hacía mucho tiempo: comprarse un piso propio, para lo que utilizó todos sus ahorros y su paga de jubilación, pidió una hipoteca e incluso utilizó el campo de ajo de su madre. Ahora tiene dificultades para pagar los altos intereses del préstamo. Para empeorar las cosas, sufre cada noche el ruido constante proveniente de algún lugar en el edificio; el vecino de abajo sospecha que él es el culpable, y ha tenido por este motivo un fuerte enfrentamiento con él. Después, va a ver al vecino del piso de arriba, Jin-ho, y a pesar de su apariencia amenazante se une a él para encontrar la fuente del ruido. Por su parte, Eun-hwa, representante de la comunidad de vecinos, intenta mantener la paz en el edificio.

## Reparto
- Kang Ha-neul como No Woo-seong, propietario de un piso de 84 m², que sufre del ruido entre pisos y siente que alguien lo vigila en secreto tras recibir una nota del vecino pidiéndole que guarde silencio.[4]
- Yeom Hye-ran como Eun-hwa, representante de la comunidad de vecinos, vive en el ático del edificio.[5]
- Seo Hyun-woo como Jin-ho, periodista y vecino del piso de arriba de Woo-seong.[6]
- Jeon Jin-oh.
- Cho Han-jun.

## Producción
Mis 84 m² es la segunda película del director Kim Tae-joon, después de Identidad desbloqueada, también para Netflix, en 2023. La presentó así: «es una historia sobre la colisión de diversos deseos en el espacio más coreano. Espero que disfruten de la tremenda energía actoral que muestran los tres actores en un espacio vertical y reducido». Sobre su trabajo, añadió que «dado que tratamos el tema tan realista del ruido entre plantas, intentamos representar de forma realista el piso donde ocurren estos incidentes. Como todos saben, los pisos son espacios muy uniformes, y sus estructuras y acabados no son precisamente interesantes en las películas. Por eso investigamos a fondo con el equipo para representar estos espacios con el mayor colorido posible sin perder el tono realista».
El título se refiere a la superficie de un apartamento que se considera el estándar nacional y tiene un significado simbólico en el mercado inmobiliario surcoreano. El ruido entre pisos es el tema también de otra película de suspenso estrenada el 25 de junio de 2025, Noise, donde las protagonistas se ven acosadas por ruidos no identificados en el edificio. Las peleas por esta cuestión son un fenómeno creciente en el país: el número de delitos graves relacionados con el ruido entre pisos se multiplicó por diez, de once casos a ciento diez, entre 2016 y 2021. Pero el problema es mucho más extenso: el Centro Vecinal de Ruido entre Pisos, que está a cargo de las mediciones de ruido, recibe entre treinta mil y cuarenta mil quejas al año. Y las medidas para paliar el problema en los edificios de nueva construcción parecen ineficaces.
El 4 de abril de 2024 medios periodísticos anticiparon la noticia de la producción de Mis 84 m² y los nombres de los tres protagonistas. Añadían que el comienzo del rodaje estaba previsto para el primer semestre del año. Netflix confirmó la producción del filme el 22 de abril de 2024, y también el reparto de protagonistas, así como el nombre del director y una breve sinopsis.
El 4 de octubre de 2024 se celebró el Next on Netflix: 2025 Korean Films, donde se presentaron siete películas surcoreanas programadas para 2025, entre las cuales se encontraba Mis 84 m². Con ocasión de la presentación de la programación general de Netflix para 2025, el 4 de febrero, se confirmó el estreno en el año aunque no se indicó la fecha. El 21 de junio de 2025 Netflix publicó un primer cartel y un tráiler; el 3 de julio publicó el cartel y el tráiler principales.

## Estreno y recepción
La película, según confirmó Netflix el 21 de junio de 2025, se estrenará el 18 de julio.